# Transfert (biologie moléculaire)
Pour les articles homonymes, voir Transfert.
Le transfert (en anglais blot) est une technique de biologie moléculaire et en biochimie qui permet de rechercher la présence d'une molécule déterminée (ADN , ARN, protéine, etc.) dans un échantillon biologique (extrait cellulaire, fluide biologique, fraction purifiée...). Le transfert consiste à transférer les molécules à analyser sur un support solide (par exemple, une membrane de nitrocellulose ou de nylon), éventuellement après une étape de séparation comme une électrophorèse sur gel, puis à utiliser une sonde spécifique (fragment d'ADN ou d'ARN, anticorps, etc.) de la cible recherchée. Il en existe plusieurs variantes en fonction des molécules analysées et des méthodes de détection utilisées. 
Ces techniques, dont les premiers développements remontent au milieu des années 70, restent régulièrement utilisées en recherche ou en clinique.

## Historique
La première technique de transfert de molécules fut développée en 1976 par Edwin Southern. L'ADN génomique était dénaturé et découpé puis les fragments obtenus était séparés par électrophorèse. Après transfert sur une membrane, la détection était réalisée par des sondes d'ADN radioactives.
Cette technique fut ensuite adaptée pour d'autres types de molécules : l'ARN et les protéines puis, plus récemment, pour les lipides ou pour l'analyse des interactions inter-moléculaires.
Les principales techniques de transfert et d'analyse d’interactions sont listées dans le tableau suivant.
| Technique                | Nom                                  | Molécules           | Invention                                       |
| ------------------------ | ------------------------------------ | ------------------- | ----------------------------------------------- |
| Transfert                | Southern blot                        | ADN                 | 1975, Southern                                  |
| Transfert                | Northern blot                        | ARN                 | 1975, Awine et al.                              |
| Transfert                | Western blot                         | Protéines           | 1979, Towbin et 1981, Burnette                  |
| Analyse des interactions | Southwestern blot                    | ADN-protéines       | 1980, Bowen et al.                              |
| Analyse des interactions | Electrophoretic mobility shift assay | ADN-protéines       | 1981, Garner & Revzin et 1981, Fried & Crothers |
| Analyse des interactions | Northwestern blot                    | ARN-protéines       | 1984, Adams et al.                              |
| Analyse des interactions | Far-western blot                     | Protéines-protéines | 1994, Hummler et al.                            |

Actuellement, d'autres techniques d'analyse commencent à remplacer certaines techniques de transfert. Par exemple, la PCR (1983) et les puces à ADN pour l'analyse de l'ADN et de l'ARN.

## Terminologie
Le transfert d'ADN est appelé en anglais Southern blot, en hommage à son inventeur. Les autres techniques sont appelées northern blot pour l'ARN, western blot pour les protéines et far-eastern blot pour les lipides (en référence, de façon humoristique, aux 4 points cardinaux : north, south, east et west en anglais). Seul le mot Southern provient d'un nom propre et prend une majuscule.
En français, il est recommandé,, d'utiliser, par exemple pour les protéines, les termes transfert de protéines ou transfert de western. Le nom anglais des techniques est très souvent utilisé dans la littérature ou dans les laboratoires.
Le terme buvardage est parfois rencontré pour traduire blot (en référence à la traduction littérale de blot signifiant tâche ou sécher, passer un buvard sur). Il s'agit cependant d'un néologisme peu utilisé.[réf. souhaitée]

## Principe

Principe des techniques de transfert de molécules

Ces techniques se déroulent en général en 3 ou 4 étapes (la première étape, la séparation, étant optionnelle).
- La séparation des molécules à analyser, en général par une électrophorèse.
- Le transfert proprement-dit des molécules depuis le gel sur une membrane.
- L'hybridation avec une ou plusieurs (multiplexe) sondes marquées.
- La détection des sondes.